# 조이 (2015년 영화)
《조이》(영어: Joy)는 2015년 개봉한 미국의 전기 코미디 드라마 영화이다. 데이비드 O. 러셀이 감독하고 각본을 썼으며, 제니퍼 로렌스가 주인공 조이 망가노를 연기했다. 조이 망가노는 자신만의 비즈니스 기업을 만든 자수성가 백만장자이다.
이 영화는 2015년 12월 25일 20세기 폭스 배급으로 개봉되었다. 로렌스의 연기는 호평을 받았으나, 영화 자체로는 각본과 전개에서 평단의 엇갈린 반응을 얻었다. 로렌스의 연기는 제88회 아카데미상 여우주연상 후보에 지명되었으며, 제73회 골든 글로브상 영화 뮤지컬 코미디 부문 여우주연상을 수상했다. 영화는 골든 글로브상 영화 뮤지컬 코미디 부문 작품상 후보에 올랐다.

## 출연
- 제니퍼 로렌스 - 조이 망가노 역
  - 이저벨라 크로베티크램프 - 어린 조이
- 로버트 드 니로 - 루디 망가노 역
- 브래들리 쿠퍼 - 닐 워커 역
- 에드가르 라미레스 - 토니 미랜 역
- 다이앤 래드 - 미미 역
- 대샤 폴랑코 - 재키 역
  - 에밀리 누녜스 - 어린 재키
- 엘리자베스 룀 - 페기 역
  - 매디슨 울프 - 어린 페기
- 버지니아 매드슨 - 테리 망가노 역
- 이사벨라 로셀리니 - 트루디 역
- 멀리사 리버스 - 조앤 리버스 역
- 도나 밀스 - 프리실라 역
- 수전 리치 - 더니카 역
- 모리스 버나드 - 재러드 역
- 로라 라이트 - 클러린다 역
- 알렉산더 쿡 - 바솔러뮤 역
- 지미 장루이 - 투생 역
- 드레나 드 니로 - 신디 역
- 켄 치스먼 - 게하르트 역